# Jack Bush
Pour les articles homonymes, voir Bush.
John Hamilton Bush dit Jack Bush est un peintre canadien né à Toronto (Ontario) le 20 mars 1909, et mort le 24 janvier 1977. Membre éminent du groupe Painters Eleven, il est généralement considéré comme un représentant canadien majeur de l'expressionnisme abstrait et du Colorfield Painting.

## Sa vie
Jack Bush passe la majeure partie de son enfance à Montréal, puis travaille comme graphiste dans l'entreprise montréalaise de son père, Rapid Electro Type Company. Il étudie à l'Académie royale du Canada avec Adam Sheriff Scott et Edmond Dyonnet entre 1926-1928. Vers 1929, il reçoit de Charles Comfort des leçons de modèle vivant dans un studio de Toronto et y rencontre Lauren Harris, A. Y. Jackson, George Douglas Pepper et Kathleen Daly. Durant les années 1930, il dirige une entreprise de graphisme publicitaire à Toronto et étudie le soir au Collège des Beaux-Arts de l'Ontario sous la direction de Frederick Challener, John Alfsen, George Pepper, Charles Comfort et J. E. H.  MacDonald qui l'initient à l'art moderne. Après la dissolution du Groupe des Sept en 1932, Jack Bush se joint au Groupe des Peintres canadiens qui lui succède en 1933. Durant la Seconde Guerre mondiale, il gagne sa vie comme graphiste, activité qu'il exercera jusqu'à sa retraite en 1968. Comme la plupart de ses confrères canadiens de l'époque, il effectue ses recherches picturales dans un relatif isolement et n'organise qu'en 1949, sa première exposition personnelle à la Galerie Gavin Henderson à Toronto. Pendant cette longue période de formation, Bush peint de nombreux paysages dans le style du Groupe des sept ou du Groupe des peintres canadiens.
C'est après avoir découvert l'expressionnisme abstrait à New York qu'il change radicalement de style. Dans les années 1950, il peint de grandes peintures abstraites influencées par la nature, mais ne développe pleinement son style personnel qu'à la fin des années 1950, après son adhésion au groupe de peintres canadiens Painters Eleven fondée par William Ronald en 1954 afin de promouvoir la peinture abstraite au Canada. Ainsi que les autres membres du groupe, il commence à rencontrer le succès  après que l'influent critique d'art Clement Greenberg ait fait l'éloge du groupe. Greenberg a exercé sur Bush une influence déterminante en l'incitant à abandonner l'expressionnisme abstrait. Sous l'impulsion de Greenberg, son œuvre devient indissociable du Color Field Painting. Adoptant le procédé du all-over sur toute la surface de ses toiles, il les rehausse de couleurs vives inspirées de ses aquarelles que Greenberg avait admiré sans réserve.
Après la dissolution de Painters Eleven en 1959, Jack Bush poursuit sa carrière à Toronto. En 1964, ses œuvres font partie de l'exposition Post-painterly Abstraction (en) de Clement Greenberg, présentée au musée d'art du comté de Los Angeles. Avec Jacques Hurtubise, il représente le Canada à la Biennale de São Paulo de 1967 et rencontre un succès grandissant à New York. De grands musées canadiens, américains et européens comme le musée des beaux-arts du Canada, le musée des beaux-arts de Boston et la Tate Gallery de Londres acquièrent ses œuvres. En 1976, il est fait officier de l'ordre du Canada et le musée des beaux-arts de l'Ontario organise une grande rétrospective de son œuvre. En 1979, l'Office national du film du Canada produit Jack Bush, un film documentaire basé sur cette exposition. Bush meurt le 24 janvier 1977, peu après avoir assisté au vernissage d'une rétrospective de son œuvre à la Edmonton Art Gallery (en).

## Son œuvre
Selon Terry Fenton, Jack était avant tout un maître de la couleur dans la lignée de Matisse qu'il admirait particulièrement. Comme Kenneth Noland qui l'a beaucoup influencé, il se sert de la couleur pour structurer le tableau. À l'opposé de la plupart des peintres, chaque couleur n'est utilisée qu'une seule fois dans une même toile. Mais, contrairement au goût de Noland pour la symétrie et la géométrie abstraite, Bush utilise toujours des motifs abstraits inspirés du monde sensible. S'appuyant sur des magazines illustrés ou sur son expérience de graphiste, il part de matériaux aussi divers que les motifs qu'on trouve sur les papiers d'emballages, les drapeaux, les cravates, les panneaux routiers, les motifs floraux des vêtements féminins, les totems, les motifs des partitions qu'il transfigure par son art.
Bush réalise ensuite des études et esquisses sur papier de ses grandes toiles Ses nombreuses œuvres sur papier occupent une place particulière dans son œuvre. Les gouaches, jouant de l'opacité des couleurs contrastent avec la fluidité et la luminosité des aquarelles. Elles rivalisent avec les œuvres sur papier de Motherwell ou Helen Frankenthaler.
Une certaine maladresse semble présider à la composition et à la facture de ses grands tableaux. Elle semble traduire le refus de céder à la facilité que son expérience de graphiste pourrait susciter. Mal cadrées, mal finies, ses grandes toiles semblent décevoir les attentes. Pourtant, ce refus de la perfection géométrique et du métier lisse souligne le caractère sensible, manuel et intuitif des œuvres. Il traduit une humilité et une honnêteté profonde qui cherche à évoquer plutôt qu'à flatter le goût du public.

## Chronologie des œuvres

### Années 1920
- Old House, Hogg’s Hollow, 1929
- Ward Sketch, 1929

### Années 1930
- French Farm House, Montréal , 1930
- King Street West, Toronto, 1930
- Back Yard with Figure, 1932
- Sunset at Port Loring, 1934
- Back Garden at 43 Chudleigh, 1936
- Windy Day, 1936
- Bonsecours Market, 1937
- Life Drawing – Woman, 1938

### Années 1940
- Church, Near King City, 1940
- Sans titre, (Train Station), 1940
- Bay, 1941
- Farm House, 1941
- Knife Sharpener, 1941
- La Maison de Madame Lucien Robitaille, 1941
- Lake Superior Near Thunder Bay, 1941
- Marlene Deller, 1941
- Parking Lot, 1941
- Summer, 1941
- Sans titre, (House and Telephone Pole), 1941
- Sans titre, (House, Thunder Bay), 1941
- View of Lake Superior, Near Thunder Bay, 1941
- Country Road, 1942
- Summer Cottage, 1942
- Dead Trees, 1943
- Farmyard, Hogg’s Hollow, Toronto, 1943
- Hogg’s Hollow, Toronto, 1943
- Swansea, 1943
- North York, Toronto, 1943
- Tinton’s Farm, Hogg’s Hollow, Toronto, 1943
- Sans titre, (Red House), 1943
- Sans titre, (Smoke Stack), 1943
- A Barn, 1944
- Backyard, Haliburton, 1944
- Farm House, Caledon, 1944
- RCAF Elem. School, Eglinton, 1944
- Sketch, North York Market , 1944
- Woods in Autumn, 1944
- Haunted House, 1945, National Gallery of Canada, Ottawa
- Tulips, 1945
- Boats on the Beach, 1946
- Dark Country, 1946
- On the Verandah, Belfountain, 1946
- Red White Blue, 1946
- The Fisherman, 1946
- Blue Pyramid, 1947
- Grey Day – Mattawa, 1947
- In the Afternoon, Mattawa, 1947
- White Buildings, 1947
- Nude Study, 1949

### Années 1950
- Ferry at Bigwin Island, 1952
- Lemon in a Basket, 1952
- Sans titre (WC127), 1952
- Watermelon on Chair, 1952
- Esso, 1952
- Sailboats, Lake of Bays, 1953
- Nude, 1954
- Still Life with Knife, 1954
- Childhood , 1955
- Man and Woman (#1 à  #6), 1955
- May, 1955
- Summer No. 3, 1956, National Gallery of Canada
- Collage For Christmas , 1957
- Without Malice, 1957
- Three Greens and Black, 1958, National Gallery of Canada
- Yellow Flower, 1958
- Statute to New York, 1958, National Gallery of Canada

### Années 1960
- Greys - Squares, 1960
- Moonflight, 1961
- Split Circle #3 , 1961
- Red Sash - New York, 1962-65
- Red Stripes - New York, 1962-65, National Gallery of Canada
- Red Orange Green, 1963-65
- Narrow Image, 1963
- Blue Green Split, 1964, MacKenzie Art Gallery, Regina
- Striped Column, 1964, musée des beaux-arts, Boston
- Green over bleu, v. 1965
- Stripped to the Right, 1965
- Colour Column on Suede, 1965, Tate Modern, Londres
- Nice Pink, 1965, National Gallery of Canada
- Colour Column on Suede, 1965
- Sea Deep, 1965
- Tall Spread, 1966, National Gallery of Canada
- Mabel's Release #5, 1966
- Down and Across, 1967
- Grey V, 1967
- Big A, 1968, National Gallery of Canada
- Purple Blush, 1968
- Side Cut, 1967
- Yellow Thrust, 1968
- Dive, v. 1969

### Années 1970
- Blue Bar, 1970
- Apple Blossom Burst, 1971
- Purple Drops, 1971
- Low Sun, 1971, Tate Modern, Londres
- Green Loop, 1971, Tate Modern
- Red M, 1971, Tate Modern
- Three and Blue Loop , 1971, Tate Modern
- Yellow Mark, 1971, Tate Modern
- Bluegold, 1973
- Cross Flow, 1973
- Sing, Sing, Sing, 1974
- Takeoff, 1974
- Cross Over, 1974, Tate Modern
- Diamond Totem, 1974, musée des beaux-arts, Boston
- Jay Totem, 1974, Hirshhorn Museum and Sculpture Garden, Washington
- Low Spread, 1974, Tate Modern
- Pink Moon, 1974, Tate Modern
- Purple Thrust, 1974, Tate Modern
- White Flip, 1974, Tate Modern
- Attacca, 1975
- Arabesque, 1975, Hirshhorn Museum
- Concerto, 1975, Hirshhorn Museum
- Flute Passage, 1975
- Leap On Blue, 1976

## Expositions principales
- 1976/1977 - Jack Bush: A Retrospective, exposition itinérante, musée des beaux-arts de l'Ontario, Edmonton Art Gallery, Toronto ; musée des beaux-arts du Canada, Montréal
- 1971 -	Exposition personnelle, musée des beaux-arts de Boston
- 1970 -	Ten Year Retrospective, Norman McKenzie Art Gallery, Université de Regina, Regina
- 1967 - Biennale de Sao Paulo
- 1967 -	Nine Canadians, ICA Boston
- 1965 - Colorists, San Francisco Museum of Modern Art, San Francisco
- 1964 - Post-painterly Abstraction, musée d'art du comté de Los Angeles
- 1964 - Carnegie International Art Exhibition, New York
- 1960 -	Painters Eleven, musée des beaux-arts de Montréal
- 1958/1959 - Painters Eleven, exposition itinérante, musée des beaux-arts du Canada, Ottawa
- 1956 - American Abstract Artists and Painters Eleven, Riverside Museum, New York
- 1954 - Painters Eleven, Roberts Gallery, Toronto
- 1952 -	First Canadian all Abstract Exhibition, Oshawa
- 1949 -	Première exposition personnelle, Gavin Henderson Galleries, Toronto